# 何志远
何志远（1912年—1992年），中国人民解放军将领、中国人民解放军开国少将。
曾任中国人民解放军26军政委。1955年，授予中国人民解放军少将。